# Tregrenagrund
Tregrenagrund är en ö i Finland. Den ligger i Skärgårdshavet och i kommunen Pargas i den ekonomiska regionen  Åboland i landskapet Egentliga Finland, i den sydvästra delen av landet. Ön ligger omkring 41 kilometer sydväst om Åbo och omkring 180 kilometer väster om Helsingfors. 
Öns area är 3 hektar och dess största längd är 310 meter i öst-västlig riktning. I omgivningarna runt Tregrenagrund växer i huvudsak barrskog. Runt Tregrenagrund är det glesbefolkat, med 8 invånare per kvadratkilometer. Närmaste större samhälle är Nagu, 13,5 km öster om Tregrenagrund.